# SPECTRUM FINAL
『スペクトラム6 SPECTRUM FINAL』（スペクトラムシックス スペクトラム・ファイナル）は、1981年11月5日にビクター音楽産業から発売されたスペクトラムのライブ・アルバム。正式なタイトルは『スペクトラム6 SPECTRUM FINAL Budoukan Live Sept. 22,1981』。

## 概要
その名の通り、1981年9月22日に日本武道館で行われた解散ライブの模様を収録したアルバム。スペクトラム唯一の2枚組アルバムである（当初の企画では3枚組の予定だった）。

## 収録曲
| 全作曲・編曲: スペクトラム（特記以外）。 |                                   |          |                           |
| #                                        | タイトル                          | 作詞     | 作曲・編曲                |
| 1.                                       | 「サンバ・イン・F」(作曲：奥慶一) | -        | スペクトラム （特記以外） |
| 2.                                       | 「メモリー」                      | 宮下康仁 | スペクトラム （特記以外） |
| 3.                                       | 「ノー・タイトル〜モーション」    | 桑田佳祐 | スペクトラム （特記以外） |
| 4.                                       | 「F・L・Y」                       | Mabo     | スペクトラム （特記以外） |

| #  | タイトル | 作詞         | 作曲・編曲 |
| -- | --- | ------------ | ---------- |
| 5. | 「夜明け（アルバ）」 | スペクトラム |            |
| 6. | 「ファースト・ウェイブ〜クェッション '81 & '82〜ロリータ〜ミーチャン・ゴーイング・トゥ・ザ・ホイクエン〜パッシング・ドリーム〜ロックン・ロール・サーカス」 | 宮下康仁     |            |

| #  | タイトル   | 作詞     | 作曲・編曲 |
| -- | ---------- | -------- | ---------- |
| 1. | 「ソング」 | 宮下康仁 |            |
| 2. | 「侍ズ」   | -        |            |

| #  | タイトル                               | 作詞     | 作曲・編曲 |
| -- | -------------------------------------- | -------- | ---------- |
| 3. | 「アクトショー」                       | 宮下康仁 |            |
| 4. | 「NIght Night Knight」(作曲：渡辺直樹) | 巻上公一 |            |
| 5. | 「イン・ザ・スペース」                 | 宮下康仁 |            |
| 6. | 「サンライズ」                         | 山川啓介 |            |
| 7. | 「トマト・イッパツ」                   | 宮下康仁 |            |

## 曲解説
DISC 1
1. サンバ・イン・F
本アルバムで初商品化となった曲。この曲をバックに、MCの桑田佳祐の紹介と共にメンバーが一人ずつ姿を現す。2014年現在スタジオ録音の音源は発表されていないため、聴けるのはこのライブ版のみ。解散コンサートでは同曲演奏時に、アミューズ所属ミュージシャンが多数、各自パーカッションを手に武道館のステージに登場した。
2. メモリー
3. ノー・タイトル〜モーション
4. F・L・Y
5. 夜明け（アルバ）
6. ファースト・ウェイブ〜クエッション'81 & '82〜ロリータ〜ミーチャン・ゴーイング・トゥ・ザ・ホイクエン〜パッシング・ドリーム〜ロックン・ロール・サーカス
クレジットは無いが、「ファースト・ウェイブ」と「クエッション'81 & '82」の間に「おてもやん」を演奏している。
「ミーチャン・ゴーイング・トゥ・ザ・ホイクエン」では小学生になったミーチャンが登場、「ミーチャン・ゴーイング・トゥ・ザ・ショウガッコウになりました」と言っている。

Disc 2
1. ソング
2. 侍ズ
原曲から大幅に引き伸ばされ、約17分40秒もの大作になっている。
3. アクトショー
4. Night Night Knight
5. イン・ザ・スペース
6. サンライズ
7. トマト・イッパツ
ラストナンバー。演奏終了後に流された、ライブ終了（更にはスペクトラムの活動終了）を告げるアナウンスも収録されている。